# Halálos iramban (filmsorozat)
A Halálos iramban (The Fast and the Furious) amerikai akciófilmsorozat, melyet a Universal Pictures, Magyarországon pedig a UIP-Dunafilm forgalmaz. A filmsorozat jelenleg 11 filmből áll. A filmek főbb szereplői közt megtalálható Vin Diesel, Paul Walker, Jason Statham, illetve Dwayne Johnson, és Michelle Rodriguez is. Az első rész Halálos iramban címmel jelent meg 2001-ben, ezzel kezdődött az illegális gyorsulási versenyre összpontosító filmek eredeti tetralógiája, amely a Halálos iram (2009) című negyedik részben csúcsosodott ki. A sorozat ezt követően inkább a rablás és a kémkedés felé mozdult el a Halálos iramban: Ötödik sebesség (2011) című ötödik résszel, amit még öt folytatás követett ebben a műfajban, amelyek közül a legutóbbi, tizedik rész a Halálos iramban 10. 2023. május 19-én jelent meg. 
Az Universal kiterjesztette a sorozatot a Halálos iramban: Hobbs & Shaw (2019) spin-off-filmre, míg leányvállalata, a DreamWorks Animation ezt követte a hat évados animációs internettelevíziós sorozattal, a Halálos iramban – Kémfutam-mal (2019–2021). Valamennyi filmhez megjelentek soundtrack albumok is, valamint a filmekben hallható meglévő zenéket tartalmazó válogatásalbumok. Két rövidfilm is megjelent, amelyek a sorozathoz kapcsolódnak. 
A sorozat kereskedelmileg sikeres volt. Ez a Universal legnagyobb franchise-ja és a nyolcadik legtöbb bevételt hozó filmsorozat, több mint hét milliárd dollárt hozó bevétellel. Az első négy rész kritikai fogadtatása vegyes volt az ötödikig, majd a későbbi filmekig, amelyeket pozitívabban fogadtak. A filmeken kívül más médiák középpontjában állt, beleértve az Universal Studios Hollywood és az Universal Studios Florida látványosságait, élő műsorokat, reklámokat, játékokat és videójátékokat.             

## Cselekmény

### Halálos iramban filmek:

#### Halálos iramban
Dominic az egyik vezéralakja a Los Angeles utcáin rendszeresen lezajló illegális autóversenyeknek. Ezeken a felturbózott járgányokkal felvonuló helyi vagány csávók bebizonyíthatják a csajoknak, hogy igenis van vér a pucájukban. Szuper kocsik száguldoznak az utakon, és ezt persze a helyi rendfenntartók nem nézik jó szemmel. Ebbe a világba csöppen bele az ifjú Brian. Igazi zöldfülűként nem rest versenyre hívni Dominicot. Senki sem sejti, hogy valójában egy álruhás zsaru, aki egy kamionokat fosztogató csapatot szeretne lekapcsolni. Valami azt súgja neki, Dominic és barátai körében kell keresnie az elkövetőket...

#### Halálosabb iramban
Az ex-zsaru Brian O'Conner sorra nyeri az illegális utcai autóversenyeket. Egyszer csak a volt kollégái látókörébe kerül, akik alkut ajánlanak neki: vagy kivonják a forgalomból, vagy segít elkapni Carter Veronét, a környék legnagyobb kábítószer-kereskedőjét. Érthető módon Brian ez utóbbi mellett dönt. Összeáll az egykori simlis, fekete haverjával, Roman Pearce-szel, hogy együtt vigyenek el egy rakomány "mocskos" pénzt a gyanús üzletembernek Miamiba. Kevesen tudják, hogy Brian valójában Monica Fuentes beépített ügynöknek segít Verone lebuktatásában.

#### Halálos iramban – Tokiói hajsza
Sean Boswell igazi kívülálló, fékezhetetlen versenyző az illegális éjszakai hajszák sebességtől izzó alvilágában. Ám amikor forró lesz a talaj az abroncsai alatt, Tokióban állomásozó katonatiszt apjához kénytelen költözni, hogy elkerülje a börtönt.
Nem kell sok idő, hogy ismét akcióba lendüljön, amikor egy másik amerikai srác, Twinkie bevezeti őt a tiltott driftversenyek világába. Az eddigi, szimpla gyorsulási versenyeket felváltja a gumicsikorgatós, kisodródós műfaj, melyben a gyorsítás és a csúszás kényes egyensúlyát kell tökélyre fejleszteni a hajmeresztő hajtűkanyarokban és szerpentineken.
Első versenyén Sean véletlenül a drift királyt hívja ki, aki összeköttetésben áll a japán maffiával, a Jakuzával. A vereségnek magas ára van: Sean kénytelen lesz a bűnszövetkezetnek dolgozni.

#### Halálos iram
Öt évvel a Halálos Iramban története után Dominic Toretto és az új csapata, Letty, Leo Tego, Rico Santos, Mia-tól, aki elmondja neki, hogy Letty-t megölte Fenix Calderon, miután egy majdnem végzetes balesetet szenvedett. Dominic fejvesztve tér vissza Los Angeles-be, hogy megvizsgálja Letty balesetének körülményeit, és nitro nyomokat talál.
Eközben az amerikai FBI ügynöke, Brian O’Conner próbálja lesittelni a drog báró Arturo Braga-t. A nyomozás szálai David Parkhoz vezetik. Dominic érkezik elsőként Park lakásába, és kilógatja az ablakon a lábánál fogva mielőtt futni hagyja. Brian, aki közben már úton volt Park lakásához, megmenti, így Park lesz az FBI új informátora.

#### Halálos iramban – Ötödik sebesség
Miután Brian és Mia kiszabadította Domot mielőtt börtönbe került volna, az egyik régi haverjuknál, Vince-nél húzzák meg magukat Rio de Janeiróban. Azt hiszik, sikerül kijátszaniuk a hatóságokat, ám Luke Hobbs szövetségi ügynököt kemény fából faragták. Egy bulldog szívósságával követi a nyomaikat az embereivel. Vince közben nagy bulit ajánl a pénztelen menekülőknek, amellyel azonban kivívják a korrupt üzletember, Reyes haragját. Dom tudja, ha ki akarnak szállni, le kell számolniuk az üldözőikkel.

#### Halálos iramban 6
Amióta Dom és Brian a riói balhéval hazavágtak egy helyi kiskirályt és szétosztották a százmilliós zsákmányt a bandának, hőseink szétszóródtak a világban. Ám az életük nem lehet teljes, mivel nem térhetnek haza, állandó szökésben vannak.
Eközben Hobbs 12 országon át üldöz egy bandát, melynek tagjai halálosan felfegyverzett sofőrök, és vezérüket egy kíméletlen cinkos segíti, akiről kiderül, hogy nem más, mint Dom halottnak hitt szerelme, ,,él  Letty". A bűnözőket csak úgy lehet megállítani, ha az utakon fel tudják venni velük a versenyt, ezért Hobbs megkéri Domot, hogy hozza össze "elit alakulatát" Londonban. A fizetség? Teljes kegyelem mindannyiuknak, hogy visszatérhessenek otthonukba, és egyesíthessék családjaikat.

#### Halálos iramban 7
A Halálos iramban 7 több mint egy évvel az után veszi fel a cselekmény fonalát, hogy a kegyelmet kapott Dom és Brian visszatértek az Államokba. A törvény helyes oldalán kezdenek új életet, mégsem számíthatnak boldog családi életre. Dom nehezen tud újra közel kerülni Lettyhez, Brian pedig furcsán érzi magát kertvárosi átlagpolgárként felesége, Mia oldalán.
Tej és Roman viszont egész jól elvan, olyan életet élnek, amilyenről álmodtak: szórják a pénzt playboyként. Egyikük sem sejti, hogy közeleg a végzet egy hidegvérű, bosszúszomjas brit orgyilkos képében. Deckard Shaw Tokióban kezdi terrorhadjáratát Han brutális meggyilkolásával.

#### Halálos iramban 8
Dom és Letty nászúton vannak, Brian és Mia pedig kiszálltak a játékból. A világjáró csapat többi tagja szétszéledt, és próbálnak a normálisra emlékeztető életet élni. Ám egy titokzatos nő visszacsábítja Domot a bűn világába, ahonnét, úgy tűnik, nincs menekvés, sőt, arra is ráveszi, hogy árulja el a hozzá legközelebb állókat...
A kubai partoktól New York utcáin át a Barents tenger jégpáncéljáig világszerte számos helyen folyik a hajsza, amit hőseink csapata folytat, hogy útját állják egy anarchistának, aki káoszt akar a világra szabadítani... és hogy hazahozzák a férfit, aki családot csinált belőlük.

#### Halálos iramban: Hobbs & Shaw
Amióta a kigyúrt Hobbs, az amerikai Diplomata Biztonsági Szolgálat lojális ügynöke, és a törvényen kívüli Shaw, az egykori brit elit kommandós először összecsaptak 2015-ben a Halálos iramban 7-ben, a duó sorra osztogatta egymásnak a beszólásokat és a pofonokat, miközben próbálták lenyomni a másikat.
Ám amikor egy kibergenetikusan felturbózott anarchista (Idris Elba) megkaparint egy alattomos biofegyvert, amely örökre megváltoztathatja az emberiséget - és legyőz egy briliáns és vakmerő szakadár MI6 ügynököt (Vanessa Kirby, The Crown), aki történetesen Shaw húga - a két esküdt ellenségnek össze kell állnia, hogy elkapják az egyetlen fickót, aki talán még náluk is vagányabb.

#### Halálos iramban 9
Nem számít, milyen gyors vagy, a múltad elől nem tűnhetsz el.
Dom Toretto visszahúzódva él egy félreeső helyen Lettyvel és fiával, a kis Briannel, de tudják, hogy a veszély állandóan ott les rájuk a békés horizonton. Ezúttal ez a veszély arra kényszeríti Domot, hogy szembenézzen múltbéli bűneivel, ha meg akarja menteni azokat, akiket a legjobban szeret. Összehozza csapatát, hogy megakadályozzanak egy olyan tervet, amely megrengeti a világot. A terv kiötlője a legképzettebb bérgyilkos és legprofibb sofőr, akivel valaha találkoztak – és aki történetesen Dom elveszett öccse, Jakob (John Cena)...

#### Halálos iramban 10
Kezdődik az út vége. A Halálos iramban saga tizedik része vezeti be a záró fejezeteit a mozitörténet egyik leghíresebb és legnépszerűbb sorozatának, mely a harmadik évtizedében jár, és még mindig jól tartja magát, ugyanazzal a szereplőgárdával, amelyikkel elindult. Dom Toretto (Vin Diesel) és családja számos lehetetlennek tűnő küldetésben bizonyult ravaszabbnak, higgadtabbnak és gyorsabbnak minden útjukba kerülő ellenségnél. Most minden eddiginél halálosabb veszéllyel kell szembenézniük: a múlt árnyékából rettenetes fenyegetés bújik elő, melyet a vérbosszú táplál, és az illető el van szánva arra, hogy szétzúzza ezt a családot, és örökre tönkretegyen mindent - és mindenkit - akit Dom szeret. 2011-ben, az Ötödik sebességben Dom és csapata elkapta az aljas brazil drogbárót, Hernan Reyest, és lefejezte a birodalmát egy hídon, Rio De Janeiróban. Ám azt nem tudták, hogy Reyes fia, Dante (Jason Momoa, Aquaman) szemtanúja volt az egésznek, és az elmúlt 12 évet azzal töltötte, hogy tervet szőtt Dom kegyetlen megleckéztetésére. Dante ármánya szétszórja Dom családját a világ különböző pontjaira, Los Angelestől a római katakombákig, Brazíliától Londonig, Portugáliától az Antarktiszig. Új szövetségek köttetnek, és régi ellenségek bukkannak fel újra. Ám minden megváltozik, amikor Dom rájön, hogy nyolcéves fia (Leo Abelo Perry, Feketék fehéren) Dante bosszújának végső célpontja…

## Főszereplők
| Név             | Halálos iramban filmek | Halálos iramban filmek    | Halálos iramban filmek                | Halálos iramban filmek | Halálos iramban filmek                  | Halálos iramban filmek   | Halálos iramban filmek   | Halálos iramban filmek   | Halálos iramban filmek          | Halálos iramban filmek        | Halálos iramban filmek    | Spin-off filmek                      |
| Név             | Halálos iramban (2001) | Halálosabb iramban (2003) | Halálos iramban: Tokiói hajsza (2006) | Halálos iram (2009)    | Halálos iramban: Ötödik sebesség (2011) | Halálos iramban 6 (2013) | Halálos iramban 7 (2015) | Halálos iramban 8 (2017) | Halálos iramban 9 (2021)        | Halálos iramban 10 (2023)     | Halálos iramban 11 (2026) | Halálos iramban: Hobbs & Shaw (2019) |
| --------------- | ---------------------- | ------------------------- | ------------------------------------- | ---------------------- | --------------------------------------- | ------------------------ | ------------------------ | ------------------------ | ------------------------------- | ----------------------------- | ------------------------- | ------------------------------------ |
| Dominic Toretto | Vin Diesel             |                           | Vin Diesel                            | Vin Diesel             | Vin Diesel                              | Vin Diesel               | Vin Diesel               | Vin Diesel               | Vin Diesel                      | Vin Diesel                    | Vin Diesel                |                                      |
| Brian O'Conner  | Paul Walker            | Paul Walker               |                                       | Paul Walker            | Paul Walker                             | Paul Walker              | Paul Walker              |                          |                                 | Paul Walker (archív felvétel) |                           |                                      |
| Letty           | Michelle Rodriguez     |                           |                                       | Michelle Rodriguez     |                                         | Michelle Rodriguez       | Michelle Rodriguez       | Michelle Rodriguez       | Michelle Rodriguez              | Michelle Rodriguez            | Michelle Rodriguez        |                                      |
| Mia Toretto     | Jordana Brewster       |                           |                                       | Jordana Brewster       | Jordana Brewster                        | Jordana Brewster         | Jordana Brewster         |                          | Jordana Brewster                | Jordana Brewster              | Jordana Brewster          |                                      |
| Vince           | Matt Schulze           |                           |                                       |                        | Matt Schulze                            |                          |                          |                          |                                 |                               |                           |                                      |
| Johnny Tran     | Rick Yune              |                           |                                       |                        |                                         |                          |                          |                          |                                 |                               |                           |                                      |
| Jesse           | Chad Lindberg          |                           |                                       |                        |                                         |                          |                          |                          |                                 |                               |                           |                                      |
| Leon            | Johnny Strong          |                           |                                       |                        |                                         |                          |                          |                          |                                 |                               |                           |                                      |
| Bilkins         | Thom Barry             | Thom Barry                |                                       |                        |                                         |                          |                          |                          |                                 |                               |                           |                                      |
| Roman Pearce    |                        | Tyrese Gibson             |                                       |                        | Tyrese Gibson                           | Tyrese Gibson            | Tyrese Gibson            | Tyrese Gibson            | Tyrese Gibson                   | Tyrese Gibson                 | Tyrese Gibson             |                                      |
| Tej             |                        | Ludacris                  |                                       |                        | Ludacris                                | Ludacris                 | Ludacris                 | Ludacris                 | Ludacris                        | Ludacris                      | Ludacris                  |                                      |
| Monica Fuentes  |                        | Eva Mendes                |                                       |                        |                                         |                          |                          |                          |                                 |                               |                           |                                      |
| Carter Verone   |                        | Cole Hauser               |                                       |                        |                                         |                          |                          |                          |                                 |                               |                           |                                      |
| Suki            |                        | Devon Aoki                |                                       |                        |                                         |                          |                          |                          |                                 |                               |                           |                                      |
| Sean Boswell    |                        |                           | Lucas Black                           |                        |                                         |                          | Lucas Black              |                          | Lucas Black                     |                               |                           |                                      |
| Han             |                        |                           | Sung Kang                             | Sung Kang              | Sung Kang                               | Sung Kang                | Sung Kang                |                          | Sung Kang                       | Sung Kang                     | Sung Kang                 |                                      |
| Major Boswell   |                        |                           | Brian Goodman                         |                        |                                         |                          |                          |                          |                                 |                               |                           |                                      |
| Neela           |                        |                           | Nathalie Kelley                       |                        |                                         |                          |                          |                          |                                 |                               |                           |                                      |
| Twinkie         |                        |                           | Shad Moss                             |                        |                                         |                          |                          |                          | Shad Moss                       |                               |                           |                                      |
| D.K.            |                        |                           | Brian Tee                             |                        |                                         |                          |                          |                          |                                 |                               |                           |                                      |
| Fenix           |                        |                           | Laz Alonso                            |                        |                                         |                          |                          |                          |                                 |                               |                           |                                      |
| Gisele          |                        |                           |                                       | Gal Gadot              | Gal Gadot                               | Gal Gadot                | Gal Gadot                |                          | Gal Gadot                       | Gal Gadot                     |                           |                                      |
| Leo             |                        |                           |                                       | Tego Calderon          |                                         |                          |                          |                          |                                 |                               |                           |                                      |
| Santos          |                        |                           |                                       | Don Omar               |                                         |                          |                          |                          |                                 |                               |                           |                                      |
| Reyes           |                        |                           |                                       | Joaquim de Almeida     |                                         |                          |                          |                          |                                 |                               |                           |                                      |
| Campos/Braga    |                        |                           |                                       | John Ortiz             |                                         | John Ortiz               |                          |                          |                                 |                               |                           |                                      |
| Hobbs           |                        |                           |                                       |                        | Dwayne Johnson                          | Dwayne Johnson           | Dwayne Johnson           | Dwayne Johnson           |                                 | Dwayne Johnson                | Dwayne Johnson            | Dwayne Johnson                       |
| Elena           |                        |                           |                                       |                        | Elsa Pataky                             | Elsa Pataky              | Elsa Pataky              | Elsa Pataky              |                                 |                               |                           |                                      |
| Owen Shaw       |                        |                           |                                       |                        |                                         | Luke Evans               | Luke Evans               | Luke Evans               |                                 |                               |                           |                                      |
| Riley           |                        |                           |                                       |                        |                                         | Gina Carano              |                          |                          |                                 |                               |                           |                                      |
| Deckard Shaw    |                        |                           |                                       |                        |                                         | Jason Statham            | Jason Statham            | Jason Statham            | Jason Statham                   | Jason Statham                 | Jason Statham             | Jason Statham                        |
| Mr. Senki       |                        |                           |                                       |                        |                                         |                          | Kurt Russel              | Kurt Russel              | Kurt Russel                     |                               |                           |                                      |
| Ramsey          |                        |                           |                                       |                        |                                         |                          | Nathalie Emmanuel        | Nathalie Emmanuel        | Nathalie Emmanuel               | Nathalie Emmanuel             |                           |                                      |
| Eric Reisner    |                        |                           |                                       |                        |                                         |                          |                          | Scott Eastwood           |                                 | Scott Eastwood                |                           |                                      |
| Jakande         |                        |                           |                                       |                        |                                         |                          | Djimon Hounsou           |                          |                                 |                               |                           |                                      |
| Cipher          |                        |                           |                                       |                        |                                         |                          |                          | Charlize Theron          | Charlize Theron                 | Charlize Theron               |                           |                                      |
| Magdalene Shaw  |                        |                           |                                       |                        |                                         |                          |                          | Helen Mirren             | Helen Mirren                    | Helen Mirren                  |                           | Helen Mirren                         |
| Brixton         |                        |                           |                                       |                        |                                         |                          |                          |                          |                                 |                               |                           | Idris Elba                           |
| Hattie Shaw     |                        |                           |                                       |                        |                                         |                          |                          |                          |                                 |                               |                           | Vanessa Kirby                        |
| Jakob Toretto   |                        |                           |                                       |                        |                                         |                          |                          |                          | John Cena                       | John Cena                     |                           |                                      |
| Brian Marcos    |                        |                           |                                       |                        |                                         |                          |                          | Carlos De La Hoz         | Isaac Holtane, Ommnauel Holtane | Leo Abelo Perry               |                           |                                      |
| Buddy           |                        |                           |                                       |                        |                                         |                          |                          |                          | Michael Rooker                  |                               |                           |                                      |
| Isabel          |                        |                           |                                       |                        |                                         |                          |                          |                          |                                 | Daniela Melchior              |                           |                                      |
| Dante Reyes     |                        |                           |                                       |                        |                                         |                          |                          |                          |                                 | Jason Momoa                   | Jason Momoa               |                                      |
| Tess            |                        |                           |                                       |                        |                                         |                          |                          |                          |                                 | Brie Larson                   |                           |                                      |
| Rimes ügynök    |                        |                           |                                       |                        |                                         |                          |                          |                          |                                 | Alan Ritchson                 |                           |                                      |

## Filmek adatai
| Cím                              | Bemutató dátuma        | Bemutató dátuma        | Rendező                | Forgatókönyvíró                                        | Producer                                                                                                |
| Cím                              | USA                    | Magyarország           | Rendező                | Forgatókönyvíró                                        | Producer                                                                                                |
| Halálos iramban filmek           | Halálos iramban filmek | Halálos iramban filmek | Halálos iramban filmek | Halálos iramban filmek                                 | Halálos iramban filmek                                                                                  |
| -------------------------------- | ---------------------- | ---------------------- | ---------------------- | ------------------------------------------------------ | --- |
| Halálos iramban                  | 2001. június 22.       | 2001. november 1.      | Rob Cohen              | Gary Scott Thompson, Erik Bergquist, David Ayer        | Neal H. Moritz                                                                                          |
| Halálosabb iramban               | 2003. június 6.        | 2003. június 19.       | John Singleton         | Michael Brandt, Derek Haas                             | Neal H. Moritz                                                                                          |
| Halálos iramban: Tokiói hajsza   | 2006. június 16.       | 2006. július 27.       | Justin Lin             | Chris Morgan                                           | Neal H. Moritz                                                                                          |
| Halálos iram                     | 2009. április 3.       | 2009. április 9.       | Justin Lin             | Chris Morgan                                           | Neal H. Moritz, Vin Diesel, Michael Fottrell                                                            |
| Halálos iramban: Ötödik sebesség | 2011. április 29.      | 2011. május 5.         | Justin Lin             | Chris Morgan                                           | Neal H. Moritz, Vin Diesel, Michael Fottrell                                                            |
| Halálos iramban 6                | 2013. május 24.        | 2013. május 23.        | Justin Lin             | Chris Morgan                                           | Neal H. Moritz, Vin Diesel, Clayton Townsend                                                            |
| Halálos iramban 7                | 2015. április 3.       | 2015. április 2.       | James Wan              | Chris Morgan                                           | Neal H. Moritz, Vin Diesel, Michael Fottrell                                                            |
| Halálos iramban 8                | 2017. április 14.      | 2017. április 13.      | F. Gary Gray           | Chris Morgan                                           | Neal H. Moritz, Vin Diesel, Michael Fottrell, Chris Morgan                                              |
| Halálos iramban 9                | 2021. június 25.       | 2021. június 24.       | Justin Lin             | Daniel Casey, Jonathan Herman                          | Neal H. Moritz, Vin Diesel, Joe Roth, Jeff Kirschenbaum, Justin Lin, Clayton Townsend, Samantha Vincent |
| Halálos iramban 10               | 2023. május 18.        | 2023. május 19.        | Justin Lin             | Gary Scott Thompson, Justin Lin, Dan Mazeau, Zach Dean | Neal H. Moritz, Vin Diesel, Joe Roth, Jeff Kirschenbaum, Justin Lin, Clayton Townsend, Samantha Vincent |
| Halálos iramban 11               | 2025                   | 2025                   | Justin Lin             |                                                        | Neal H. Moritz, Vin Diesel, Joe Roth, Jeff Kirschenbaum, Justin Lin, Clayton Townsend, Samantha Vincent |
| Spin-off filmek                  |                        |                        |                        |                                                        | |
| Halálos iramban: Hobbs & Shaw    | 2019. augusztus 2.     | 2019. augusztus 1.     | David Leitch           | Chris Morgan, Drew Pearce                              | Hiram Garcia, Dwayne Johnson, Jason Statham, Chris Morgan                                               |
| Cím nélküli spin-off film        | N/A                    | N/A                    | N/A                    | Nicole Perlman, Lindsey Beer, Geneva Robertson-Dworet  | Vin Diesel, Michael Fottrell, Chris Morgan                                                              |
| Hobbs & Shaw 2                   | N/A                    | N/A                    | N/A                    | Chris Morgan                                           | Hiram Garcia, Dwayne Johnson                                                                            |

## Jövedelem
| Cím                              | Költségvetés      | Nyereség                     | Nyereség        | Nyereség        | Nyereség        |
| Cím                              | Költségvetés      | Nyitóhétvége (Észak-Amerika) | Észak-Amerika   | Egyéb területek | Világ           |
| -------------------------------- | ----------------- | ---------------------------- | --------------- | --------------- | --------------- |
| Halálos iramban                  | 38 millió $       | 40.089.015 $                 | 144.533.925 $   | 62.750.000 $    | 207.283.925 $   |
| Halálosabb iramban               | 76 millió $       | 50.472.480 $                 | 127.154.901 $   | 109.195.760 $   | 236.350.661 $   |
| Halálos iramban: Tokiói hajsza   | 85 millió $       | 23.973.840 $                 | 62.514.415 $    | 95.953.877 $    | 158.468.292 $   |
| Halálos iram                     | 85 millió $       | 70.950.500 $                 | 155.064.265 $   | 208.100.000 $   | 363.164.265 $   |
| Halálos iramban: Ötödik sebesség | 125 millió $      | 86.198.765 $                 | 209.837.675 $   | 416.300.000 $   | 626.137.675 $   |
| Halálos iramban 6                | 160 millió $      | 97.375.245 $                 | 238.679.850 $   | 550.000.000 $   | 788.679.850 $   |
| Halálos iramban 7                | 190 millió $      | 147.187.040 $                | 353.007.020 $   | 1.163.038.891 $ | 1.516.045.911 $ |
| Halálos iramban 8                | 250 millió $      | 98.786.705 $                 | 226.008.385 $   | 1.009.996.733 $ | 1.236.005.118 $ |
| Halálos iramban 9                | 200+ millió $     |                              |                 | 69.800.000 $    | 716.600.000 $   |
| Halálos iramban 10.              | 340 millió $      |                              |                 |                 |                 |
| Halálos iramban: Hobbs & Shaw    | 200 millió $      | 60.038.950 $                 | 173.810.100 $   | 585.100.000 $   | 758.910.100 $   |
| Összesen                         | 1,409+ milliárd $ | 675.072.540 $                | 1.690.610.536 $ | 4.270.235.261 $ | 5.960.992.632 $ |